# Катепсин G
CTSG (англ. Cathepsin G) – білок, який кодується однойменним геном, розташованим у людей на короткому плечі 14-ї хромосоми. Довжина поліпептидного ланцюга білка становить 255 амінокислот, а молекулярна маса — 28 837.
| 10         |  | 20         |  | 30         |  | 40         |  | 50         |
| ---------- |  | ---------- |  | ---------- |  | ---------- |  | ---------- |
| MQPLLLLLAF |  | LLPTGAEAGE |  | IIGGRESRPH |  | SRPYMAYLQI |  | QSPAGQSRCG |
| GFLVREDFVL |  | TAAHCWGSNI |  | NVTLGAHNIQ |  | RRENTQQHIT |  | ARRAIRHPQY |
| NQRTIQNDIM |  | LLQLSRRVRR |  | NRNVNPVALP |  | RAQEGLRPGT |  | LCTVAGWGRV |
| SMRRGTDTLR |  | EVQLRVQRDR |  | QCLRIFGSYD |  | PRRQICVGDR |  | RERKAAFKGD |
| SGGPLLCNNV |  | AHGIVSYGKS |  | SGVPPEVFTR |  | VSSFLPWIRT |  | TMRSFKLLDQ |
| METPL      |  |            |  |            |  |            |  |            |

A: Аланін

C: Цистеїн

D: Аспарагінова кислота

E: Глутамінова кислота

F: Фенілаланін

G: Гліцин

H: Гістидин

I: Ізолейцин

K: Лізин

L: Лейцин

M: Метіонін

N: Аспарагін

P: Пролін

Q: Глутамін

R: Аргінін

S: Серин

T: Треонін

V: Валін

W: Триптофан

Кодований геном білок за функціями належить до гідролаз, протеаз, серинових протеаз, антибіотиків, антимікробних білків. 